# Sportfreunde Stuttgart
Sportfreunde Stuttgart (vollständiger Name: Sportfreunde Stuttgart 1874 e. V.) ist ein Sportverein aus dem Süden Stuttgarts. Der Verein war vor dem Zweiten Weltkrieg im Fußball relativ erfolgreich, ist inzwischen aber nur noch in unterklassigen Spielklassen vertreten. Neben Fußball gibt es im Verein die Abteilungen Faustball, Tennis, Turnen, Volleyball und einen Singchor.
Insgesamt hat der Verein etwa 800 Mitglieder, darunter über 350 Jugendliche.

## Geschichte
Der Verein hat seinen Ursprung in dem am 18. April 1874 im Gasthaus »Zur Grünen Au« gegründeten Turnverein Heslach, und im am 20. Juni 1896 gegründeten Fußballclub Karlsvorstadt, welcher sich vor 1910 in FV Stuttgarter Sportfreunde 1896 umbenannte. Aus dem Zusammenschluss der beiden Vereine am 2. August 1919 gingen die Stuttgarter Turn- und Sportfreunde 1874 hervor. Den heutigen Namen Sportfreunde Stuttgart 1874 erhielt der Verein am 9. April 1987.
Vor dem Zweiten Weltkrieg war die erfolgreichste Zeit der Sportfreunde Stuttgart, als der Verein zunächst in der Bezirksklasse Württemberg und später in der Gauliga Württemberg spielte. Beide Ligen zählten jeweils zu den damals höchsten Spielklassen im deutschen Fußball.
Nachdem sie im letzten Kriegsjahr eine Kriegssportgemeinschaft mit den Stuttgarter Kickers bilden musste, schaffte der Verein in der Saison 1947/48 nochmals den Aufstieg in die Fußball-Oberliga Süd, musste als Tabellenletzter jedoch sofort wieder absteigen. Anschließend spielte man bis zum Abstieg 1954 in der Amateurliga Württemberg, in die man Mitte der 1960er Jahre nochmals kurz zurückkehren konnte.
In der Folgezeit begann der tiefe Fall des Vereins in die sportliche Bedeutungslosigkeit. Heute (Stand: Saison 2023/24) spielen die Sportfreunde Stuttgart mit ihrer ersten Mannschaft in der neuntklassigen Kreisliga A.

## Bekannte Spieler
- Eugen Kipp senior, deutscher Nationalspieler
- Karl Burger, deutscher Nationalspieler
- Fritz Retter, deutscher Nationalspieler
- Hermann Hahn, deutscher Vizemeister mit dem VfB Stuttgart
- Ralf Vollmer, Bundesligaprofi bei den Stuttgarter Kickers

## Stadion
Die Sportfreunde Stuttgart hatten zu Beginn in ihrer Geschichte verschiedene Spielstätten. Am 8. August 1909 wurde der Sportfreunde-Platz neben dem Gazi-Stadion auf der Waldau mit einem Spiel gegen den Karlsruher FC Phönix eingeweiht. Noch heute trägt der Verein seine Heimspiele hier aus.